# Dinos cómo sobrevivir a nuestra locura
Dinos como sobrevivir a nuestra locura (en japonés われらの狂気を生き延びる道を教えよ, Warera no kyōki wo ikinobiru michi wo oshieyo) es un libro de cuentos del escritor japonés Kenzaburo Oe publicado en 1969. En español fue publicado por la editorial Anagrama y se compone de tres cuentos, el primero de los cuales da título al volumen.

## Trama
La obra empieza cuando el protagonista, identificado como un hombre obeso, cae a un estanque de osos polares, en donde recapitula su vida. Piensa es su obsesión por saber de la vida de su difunto padre y en la negativa de su madre a hablar del tema. La llegada de Mori, su hijo retrasado, representa la "ayuda a sobrevivir su locura". Entabla con él una relación muy profunda pues cuando juntan sus manos son incluso capaces de sentir las mismas cosas.

## Monólogos
El hombre obeso recita tres monólogos. Cada uno puntúa la trama novelesca. En el primero se refiere a sí mismo y ocupa el comienzo de la obra. En él analiza y relaciona su locura con su hijo. El segundo monólogo, que ocupa la parte intermedia del texto, trata sobre su hijo y consiste en una explicación a su hijo de lo que él estima que desea saber de sí mismo. El último, en fin, trata sobre su madre, sobre sus sentimientos reprimidos hacia ella y sobre la memoria de su padre.

## Desenlace
La obra termina tras el tercer monólogo, cuando la madre del protagonista le regresa sus papeles, que él quema, y se disculpa por haber dicho que su hijo estaba loco, producto de la sífilis contraída en el extranjero. 
El texto concluye con la frase "Dinos como sobrevivir a nuestra locura".

## Perspectivas
La narración oscila entre la tercera y la primera persona. La novela presenta la influencia de Jean-Paul Sartre y de Malcolm Lowry.

## Otros relatos contenidos en esta colección
El libro se compone de otros dos relatos, titulados Agüí, el monstruo del cielo y El día que él se digne enjugar mis lágrimas.
- Datos: Q5475651